# Brown Eyed Soul
Cet article concerne le groupe sud-coréen. Pour le genre musical, voir Brown-eyed soul.
Brown Eyed Soul (hangeul: 브라운 아이드 소울) est un groupe musical sud-coréen, composé de quatre membres. Leur style musical principal est le RnB, la soul et les ballades.

## Histoire
Brown Eyed Soul sortent leur premier album Soul Free le 18 septembre 2003. Le single Jeongmal Saranghaesseulkka (정말 사랑했을까), issu de cet album, s'est classé au sommet des charts de KBS au mois d'octobre.
Il faudra attendre 4 ans avant qu'ils enregistrent leur deuxième album, The Wind, the Sea, the Rain, qui sort le 5 novembre 2007. Cet album s'est vendu à environ 100 000 exemplaires. Cela leur permet de gagner le Prix RnB lors de la 5e édition des Korean Music Awards en 2008.
En 2010, le groupe fait son retour en sortant trois singles : I’ll Make Way, Blowin My Mind le 7 avril, Love Ballad, Never Forget le 10 mai et Can’t Stop Lovin’ You le 6 juillet. Dans le vidéoclip d'I’ll Make Way (a.k.a. I’ll Move), en plus de l'actrice Lee Da-hae, tous les membres de Brown Eyed Soul apparaissent ensemble pour la première fois. Ce clip est sorti en deux versions: une en noir et blanc, et une en couleur.

## Membres
- Ahn Jung-yup (안정엽)
- Yoo Na-ul (유나얼)
- Sung-hun (성훈)
- Go Young-jun (고영준)

### Naul
En décembre 2012, Naul et l'actrice sud-coréenne Han Hye-jin mettent fin à leur relation longue de neuf ans à cause de leur charge de travail, d'après les représentants de Han Hye-jin.
Naul a écrit et composé la chanson 'It's Not Like That' pour l'artiste coréenne Younha. La chanson figure sur l'EP Just Listen, qui est pré-sorti le 22 mars 2013.

## Discographie

### Albums studio
- 2003 : Soul Free
- 2007 : The Wind, The Sea, The Rain
- 2010 : Brown Eyed Soul
- 2014 : Thank You Soul (Side A)
- 2015 : HOME (Soul Cooke)

### Ep's
- 2010 : I’ll Make Way/ Blowing My Mind
- 2010 : Love Ballad/Never Forget
- 2010 : Can’t Stop Lovin' You
- 2010 : You

### Albums solo

#### Naul
- 2005 : Back To The Soul Flight
- 2012 : Principle Of My Soul

#### Jung-Yup
- 2008 : Thinkin' Back On Me
- 2010 : Love You/Without You
- 2011 : Part I:ME

#### Sung-Hoon
- 2011 : Lyrics Within My Story

#### Young-Jun
- 2012 : Vol. 1 Easy

## Distinctions
| Année | Cérémonie               | Catégorie                 | Travail nommé                | Résultat   |
| ----- | ----------------------- | ------------------------- | ---------------------------- | ---------- |
| 2003  | Mnet Asian Music Awards | Meilleure performance RnB | I Love You (정말 사랑했을까) | Nomination |